# Матчи сборной России по регби 2000
В 2000 году сборная России по регби провела 3 тест-матча, выиграв их все. Все матчи проходили в рамках Второго дивизиона Кубка европейских наций 2000 года (чемпионата Европы 1999/2000).

## Список матчей
Кубок европейских наций 2000. 2-й дивизион. 2-й тур
| 16 апреля 2000 | \| Россия \| 89:6[1][2] \| Германия \| \| \| Голы \| Фридрих Михау[англ.] (2) \| | Москва            |
| Россия         | 89:6                                                                             | Германия          |
|                | Голы                                                                             | Фридрих Михау (2) |

Кубок европейских наций 2000. 2-й дивизион. 3-й тур
| 13 мая 2000 | \| Дания \| 7:104[1][3] \| Россия \| | Копенгаген |
| Дания       | 7:104                                | Россия     |

Кубок европейских наций 2000. 2-й дивизион. 4-й тур
| 21 мая 2000 | \| Россия \| 3:0 (тех.)[a] \| Хорватия \| | Красноярск |
| Россия      | 3:0 (тех.)                                | Хорватия   |

## Итоги
Сборная России, выиграв в прошлом сезоне одну встречу, продолжила свою серию и выиграла оставшиеся три матча (в том числе и за счёт отказа Хорватии от игры), выйдя в высший дивизион Кубка европейских наций.

## Комментарии
1. ↑  Сборной Хорватии было засчитано техническое поражение за неявку на матч: по словам газеты «Советский спорт», хорваты пошли на действия, «несопоставимые с принципами спортивного духа и международного регбийного сотрудничества»[1].